# Dortan
Dortan je francouzská obec v departementu Ain v regionu Auvergne-Rhône-Alpes. V roce 2011 zde žilo 1 934 obyvatel.

## Sousední obce
Arbent, Chancia (Jura), Coisia (Jura), Condes (Jura), Lavancia-Epercy (Jura), Oyonnax, Samognat, Viry (Jura)

## Vývoj počtu obyvatel
Počet obyvatel 